# Angela Walker (Gewerkschafterin)

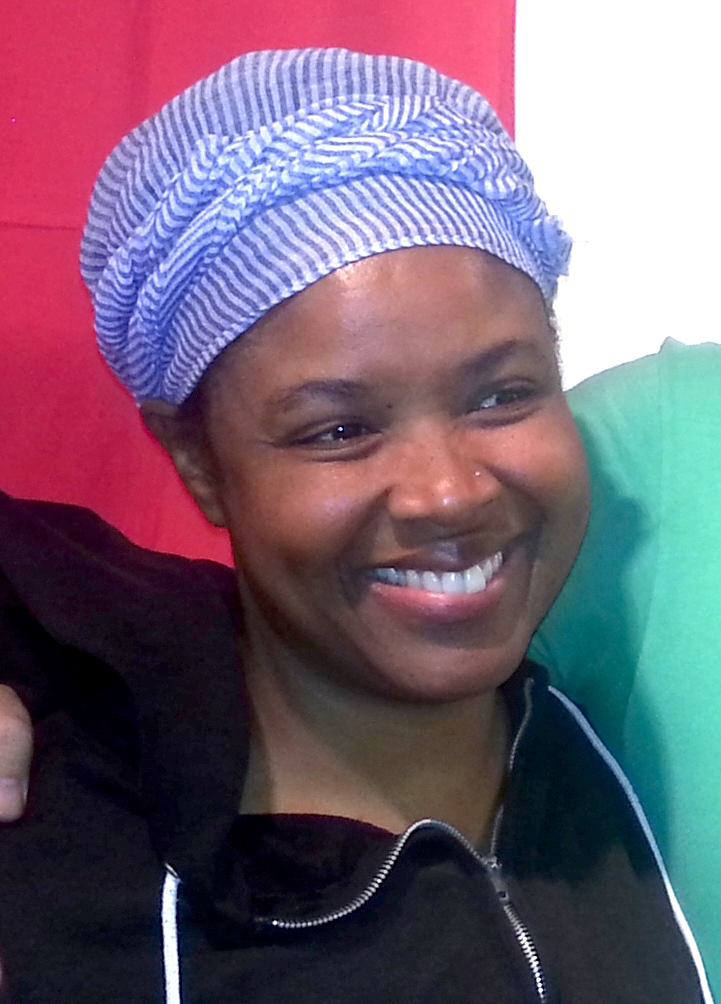
Walker, Foto von 2015

Angela Nicole Walker (* 19. Januar 1974 in Milwaukee, Wisconsin) ist eine US-amerikanische Gewerkschafterin sowie Bus- und Lastwagenfahrerin. Walker ist neben dem Präsidentschaftskandidaten Howie Hawkins die Vize-Präsidentschaftskandidatin der Green Party und der Sozialistischen Partei für die Wahl 2020. Zuvor war sie neben dem Präsidentschaftskandidaten Mimi Soltysik die Vize-Präsidentschaftskandidatin der Sozialistischen Partei für die Präsidentschaftswahl 2016. Walker kandidierte zuvor 2014 als unabhängige Sozialistin für das Amt des Sheriffs von Milwaukee County.

## Leben

### Herkunft und Familie
Angela Walker wurde in Milwaukee geboren, wo sie hauptsächlich in der innerstädtischen Nachbarschaft Northside lebte. Walker absolvierte die Bay View High School. Während ihrer Zeit an der High School half Walker bei einer Organisation von Schülern zur Unterstützung eines Kurses in schwarzer Geschichte in Bay View, der erfolgreich war. Sie studierte Geschichte an der University of North Florida, brach ihr Studium jedoch im letzten Jahr ab, weil sie als „Busfahrerin mehr Geld verdienen konnte“ als als Lehrerin.

### Karriere
Walker arbeitete zwei Jahre lang als Fahrer für Greyhound Lines. Ihr Leben als „Odyssee“ beschreibend, siedelte Walker dann nach North Carolina über, wo sie heiratete und zurück nach Florida kehrte. Im Jahr 2009 zog sie nach Milwaukee zurück und wurde als Fahrer für das Milwaukee County Transit System angestellt.
Im Jahr 2011 wurde sie gesetzgebende Direktorin für ihren Ortsverband in der Amalgamated Transit Union (ATU), die Fahrer des Transitsystems vertrat; ihre Position fiel mit dem Aufstieg der gewerkschaftsfeindlichen Tea-Party-Bewegung und der Wahl von Scott Walker zum 45. Gouverneur von Wisconsin zusammen. Angela Walker war in der Besatzungsbewegung aktiv, die von der ATU unterstützt wurde; sie trat im Oktober 2013 von ihrem Amt als legislative Direktorin zurück.
Walker arbeitete über 14 Jahre lang als Busfahrerin; derzeit ist sie als Kipperfahrerin beschäftigt.

#### Kampagne für das Amt des Sherriffs.
Im Jahr 2014 kandidierte Walker gegen den amtierenden Demokraten und Fox News-Experten David A. Clarke. Während ihrer Kampagne für das Amt des Sheriffs in Milwaukee forderte Walker ein Ende der Massenverhaftungen, Vertreibungen und einwandererfeindlicher Polizeiarbeit. Sie erhielt etwa 20 Prozent der Stimmen.

## Vizepräsidentschaftskandidaturen

### 2016
Im März 2016 erklärte Walker, dass sie im Anschluss an ihre Kampagne für das Amt des Sheriffs von ihrer zukünftigen Kandidatin Mimi Soltysik für die Vizepräsidentschaftskandidatur der Socialist Party USA rekrutiert worden sei. Walker und Soltysik waren im Oktober 2015 auf dem Nationalkongress der Socialist Party in Walkers Heimatstadt Milwaukee nominiert worden. Soltysik-Walker erschien während der Präsidentschaftswahlen auf den Wahlzetteln in Colorado, Guam und Michigan sowie als offizielle Einschreibkandidatin in vielen anderen Bundesstaaten.

### 2020
Am 5. Mai 2020 gab der Präsidentschaftskandidat der Green Party und Präsidentschaftskandidat der Sozialistischen Partei USA, Hawkins, bekannt, dass Walker sein Angebot, Vizekandidatin zu werden, angenommen habe.

## Ergebnisse der Wahlen

### 2014
| Partei               | Kandidat      | Stimmen | Anteil in Prozent |
| -------------------- | ------------- | ------- | ----------------- |
| Demokratische Partei | David Clark   | 147.809 | 79,12             |
| parteilos            | Angela Walker | 37.289  | 19,96             |
| unparteiisch         | ausfüllbar    | 1718    | 0,92              |

### 2016
| Bundesstaat oder Territorium | Stimmen     | Anteil in Prozent | On Ballot oder Write-in |
| ---------------------------- | ----------- | ----------------- | ----------------------- |
| Guam                         | (1357)      | 4,22              | On Ballot               |
| Michigan                     | 2209        | 0,05              | On Ballot               |
| Colorado                     | 271         | 0,01              | On Ballot               |
| Texas                        | 72          | <0,01             | Write-in                |
| Indiana                      | 57          | <0,01             | Write-in                |
| New York                     | 36          | <0,01             | Write-in                |
| Wisconsin                    | 33          | <0,01             | Write-in                |
| verschiedene                 | 15          | n/a               | Write-in                |
| Insgesamt                    | 2693 (4050) |                   |                         |